# 邹强 (冰壶运动员)
邹强（1991年8月13日—），中国男子冰壶运动员，2017年亚洲冬季运动会男子金牌得主、2017年亚太锦标赛男子银牌得主、2018年亚太锦标赛男子银牌得主、2019年亚太锦标赛男子铜牌得主。